# NGC 1116
NGC 1116 este o galaxie spirală situată în constelația Berbecul. A fost descoperită în 2 decembrie 1863 de către Albert Marth. Se află la o distanță de 134,28 de megaparseci de Pământ.